# HY4
Die HY4 ist ein Wasserstoffflugzeug und das erste viersitzige Passagierflugzeug, das als Elektroflugzeug ausschließlich mit einem Brennstoffzellen- und Batteriesystem angetrieben wird.

## Geschichte und Konstruktion

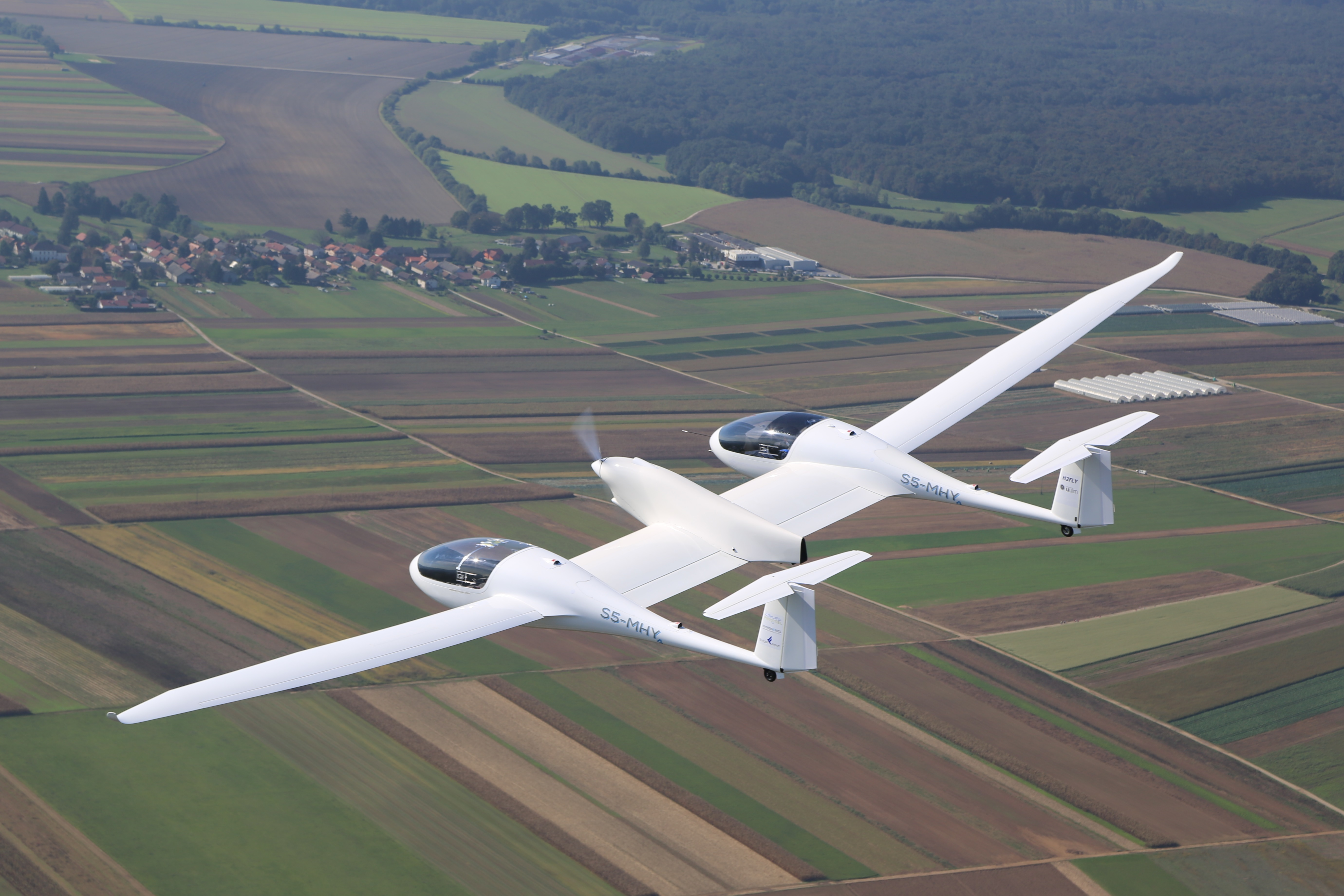
Charakteristische Doppelrumpfkonstruktion der HY4

Der Doppelrumpfentwurf der HY4 basiert auf der Pipistrel Taurus G4, die für den NASA-CAFE Green Flight Challenge 2011 entworfen und gebaut wurde. Das Luftfahrzeug wurde im Januar 2016 von der H2Fly GmbH gekauft, um in einem Partnerverbund mit dem DLR, Pipistrel, der Universität Ulm, der auf Brennstoffzellen spezialisierten Hydrogenics und dem Flughafen Stuttgart ein Konzept für ein brennstoffzellengetriebenes elektrisches Mehrpersonenflugzeug zu erarbeiten.
Die charakteristische Doppelrumpfkonstruktion in Faserverbundbauweise kombiniert ein großes Nutzvolumen mit gleichmäßiger Auftriebsflächenbelastung. Die Rümpfe dienen zur Aufnahme der Lithium-Ionen-Akkumulatoren, der Wasserstofftanks und der Passagiere. Die Brennstoffzellen mit Leistungselektronik und Kühlung befinden sich in einer aerodynamisch verkleideten Gondel zentral auf der Mitteltragfläche. Durch die parallele Verschaltung des Batteriesystems mit den Brennstoffzellen entstand ein Direkthybridsystem, das während des Starts und des Steigflugs die hohe Leistungsdichte der Batterie und für den Reiseflug die hohe Energiedichte des Wasserstoffs über die Brennstoffzelle nutzen kann.
Nach zweijähriger Entwicklungs- und Integrationsphase absolvierte das Luftfahrzeug am 29. September 2016 am Flughafen Stuttgart seinen öffentlichen Erstflug. In Slowenien wurde Anfang 2020 an einer provisorischen Einzelzulassung des Flugzeuges („permit to fly“) gearbeitet. Dies ist der erste Schritt zu einer Musterzulassung.
Im September 2023 gelang der erste bemannte Flug mit flüssigem Wasserstoff, mit einer Serie von Flügen in Maribor.

## Technische Daten
| Kenngröße             | Daten |
| --------------------- | --- |
| Besatzung             | 1 |
| Passagiere            | 3 |
| Länge                 | 7,4 m |
| Spannweite            | 21,36 m |
| Höhe                  | |
| Flügelfläche          | |
| Flügelstreckung       | |
| Nutzlast              | |
| Leermasse             | 630 kg |
| max. Startmasse       | 1500 kg |
| Reisegeschwindigkeit  | 145 km/h |
| Höchstgeschwindigkeit | 200 km/h |
| Dienstgipfelhöhe      | |
| Reichweite            | 750–1500 km je nach Speichertechnologie                                                                        |
| Triebwerke            | 1 × Elektromotor 80 kW, Reiseflug 26 kW, Zweiblattpropeller                                                    |
| Akkumulator           | Li-Po (4×20 Zellen), max. Entladestrom: 600 A, Kapazität: 75 Ah, 21 kWh, Masse 130 kg                          |
| Brennstoffzelle       | 4 × PEM (440 Zellen) mit 42 kW, flüssigkeitsgekühlt, Masse 100 kg                                              |
| Treibstoff            | gasförmiger Wasserstoff (H2), 350 bar; max. 437,5 bar; max. Vorrat H2: 7 kg bei 350 bar / 8,6 kg bei 437,5 bar |